# Форсайт, Билл
Уи́льям Дэ́вид Форса́йт (англ. William David Forsyth; род. 29 июля 1946, Глазго, Великобритания) — британский (шотландский) кинорежиссёр и сценарист, продюсер, монтажёр. Основоположник кинематографа Шотландии, первый выразитель национальных особенностей в этом виде искусства, создатель инфраструктуры киноиндустрии в этой части Объединённого Королевства. Обладатель двух премий Британской академии кино и телевизионных искусств (1981 и 1983 годы). Кинематографист так отзывается о своём творчестве: 
У меня нет какого-то определённого стиля; думаю, весь мой стиль заключается в том, чтобы быть как можно менее навязчивым.

## Биография
Уильям Дэвид Форсайт родился 29 июля 1946 года в Глазго, Шотландия. Ещё подростком случайно увидел объявление в газете о найме работников в продюсерскую компанию. Предполагая в этом виде бизнеса хороший доход, юноша устроился на работу, которая заключалась в элементарной переноске оборудования. Творческий процесс увлёк Уильяма, и вскоре он сам стал снимать короткометражные документальные фильмы, которые, впрочем, ни у кого интереса не вызывали. Впервые привлёк к себе внимание кинематографической индустрии низкобюджетным фильмом «Это щемящее чувство» (англ. That Sinking Feeling), в котором бесплатно снялись участники молодёжного любительского театра Глазго. Комичная лента рассказывала о злоключениях группы молодых людей, планирующих разбогатеть, ограбив склад сантехники. Уже с этой работы отточенное чувство юмора становится торговой маркой Билла Форсайта. Его несколько мрачная ирония в этом фильме основана на социально-политической ситуации в стране 1980-х годов: Европа переживает наихудший из экономических спадов в новейшей истории, шотландской молодёжи кажется, что они полностью забыты лондонским истеблишментом и правительством Маргарет Тетчер.
Настоящее признание пришло со следующей картиной «Девушка Грегори» (1981), куда были приглашены те же молодые актёры. Сюжет основан на переживаниях нескладного подростка Грегори и его безответной возлюбленной Дороти. Хотя фильм и содержит большое количество мужских (юношеских) персонажей с их сексуальными неврозами и личностными амбициями, главными героинями являются девушки: они уверены в себе и знают чего хотят. Неожиданно даже для авторов скромной телевизионной ленты она обрела сначала общенациональную, а позже всемирную известность. Билл Форсайт получил за эту работу премию BAFTA за лучший сценарий (хотя был номинирован ещё и на награду за лучшую режиссуру). Позже киноведы будут называть «Девушку Грегори» «Шотландским Ренессансом» в кинематографе. В настоящее время под номером 30 она входит в список 100 лучших британских фильмов за 100 лет по версии BFI.
Начало 1980-х годов продолжает быть успешным для кинематографиста. В 1983 году Форсайт написал сценарий и снял следующую кинокомедию «Местный герой» об американском предпринимателе, посланным международной корпорацией купить один из красивейших пляжей Шотландии и построить там нефтеперерабатывающий терминал. В 1984 году следует «Уют и радость» о злоключениях ведущего местной радиостанции. Кинокритик из США Роджер Эберт хотя и назвал эту работу замечательной, но допустил оговорку, что шутки режиссёра хотя и срабатывают, но приобретают некоторую шаблонность.
В 1986 году Форсайт был приглашён работать в США, где с американскими и канадскими кинематографистами снял фильм «Хозяйство» (англ. Housekeeping) по повести Мерилин Робинсон. Там же, в Соединённых Штатах, выходит следующая его комедия «Медвежатники» (англ. Breaking In, 1989). Роджер Эберт в своём обзоре лишь вскользь оценивает режиссуру как хорошую, уделяя главное внимание анализу возвращения на экраны стареющего Бёрта Рейнольдса. Наконец, третий проект за океаном должен был стать самым масштабным по творческим замыслам и самым объёмным по размеру инвестиций — плановый бюджет оценивался в 20 миллионов долларов США и предусматривал воссоздание нескольких исторических эпох. «Быть человеком» практически с самого начала воплощения столкнулся со сложностями и реалиями большого голливудского кинобизнеса. Сроки производства были сокращены до минимума, что не давало Форсайту полноценно работать с актёрами. Или, например, стоимость страховки группы от малярии показалась студии слишком высокой, и съёмки были перенесены из экзотических мест в более умеренные зоны. Наконец, уже полностью снятый фильм после не очень успешных предварительных просмотров был отправлен на переработку. От режиссёрской версии в 160 минут редакторы оставили 85 (позже увеличив до 122). Взаимосвязи разрозненных сцен из пяти исторических эпох были непонятны зрителю, добавленные закадровые комментарии лишь ухудшали впечатление. В прокате США лента получила чуть более 1,5 миллионов долларов сборов из фактически затраченных 40 млн. Критики позитивно расценивали некоторые сцены, их наполненность и оригинальность. Особенно отмечали работу Джона Туртурро в образе отчаявшегося и обречённого римского патриция. Но эти разрозненные оценки были слабым утешением для Форсайта, который навсегда изменил к худшему своё мнение о кинобизнесе.
Почти шесть лет Билл Форсайт не работал в большом кино. Вернувшись спустя 15 лет в Шотландию, он принял решение начать всё сначала, толкнувшее его на съёмки сиквела самой успешной своей картины — «Две девушки Грегори». Главный герой, роль которого исполнил тот же Джон Гордон Синклер, спустя 18 лет после событий первого фильма работает учителем словесности в своей же школе и увлекается сразу двумя девушками. Вероятно, сам по себе сюжет не выражает одной из главных идей ленты. В 1999 году спустя почти три века Шотландия вновь обрела свой парламент, и этот шаг на пути к независимости был отражён в фильме. По мнению критиков, было бы удивительно, если бы патриот Билл Форсайт не выразил своё отношение к происходящим событиям. Критика была или вежливо-нейтральна, или негативна. Обозреватель Variety назвал хорошей новостью факт того, что Форсайт возвратился в кино спустя десятилетие отсутствия, но не очень хорошей, что его монтаж и редактура по прежнему нуждаются в твёрдой руке со стороны.
Даже при наличии негативных оценок последних работ кинематографиста его вклад в национальный кинематограф сложно переоценить. В настоящее время Билл Форсайт не занимается собственными проектами, но помогает в продвижении на международный рынок работ ряда молодых кинематографистов из Индии и Кубы.

## Фильмография
| Год  |   | Русское название    | Оригинальное название | Роль                               |
| ---- | - | ------------------- | --------------------- | ---------------------------------- |
| 1979 | ф | Это щемящее чувство | That Sinking Feeling  | автор сценария, режиссёр, продюсер |
| 1981 | ф | Девушка Грегори     | Gregory's Girl        | автор сценария, режиссёр           |
| 1981 | ф | Андрина             | Andrina               | автор сценария, режиссёр           |
| 1983 | ф | Местный герой       | Local Hero            | автор сценария, режиссёр           |
| 1984 | ф | Уют и радость       | Comfort and Joy       | автор сценария, режиссёр           |
| 1987 | ф | Хозяйство           | Housekeeping          | автор сценария, режиссёр           |
| 1989 | ф | Медвежатники        | Breaking In           | режиссёр                           |
| 1994 | ф | Быть человеком      | Being Human           | режиссёр, автор сценария           |
| 1999 | ф | Две девушки Грегори | Gregory's Two Girls   | автор сценария, режиссёр           |